# Восьма сторінка (фільм)
«Восьма сторінка» (англ. Page Eight) — британська політична драма-трилер режисера Девіда Хеа (також був сценаристом), що вийшла 2011 року. У головних ролях Білл Наї, Рейчел Вайс, Майкл Гембон.
Продюсерами були Девід Баррон і Девід Хімен. Вперше фільм продемонстрували 18 червня 2011 року у Великій Британії на Единбурзькому кінофестивалі. В Україні фільм у кінопрокаті не демонструвався.

## Сюжет
Інформаційний аналітик Джонні Воррікер ветеран розвідки у МІ5. Його начальник і найкращий друг Бенедикт Барон передає йому папку із секретною інформацією. Виявляється, що ця інформація може завдати шкоди репутації найвищих урядових кіл. Воррікер, спілкуючись із агентами, колишніми дружинами і донькою, збирає інформацію про цей документ.

## У ролях
| Актор          | Персонаж                                     | Роль                                         |
| -------------- | -------------------------------------------- | -------------------------------------------- |
| Білл Наї       | Джонні Воррікер (англ. Johnny Worricker)     | інформаційний аналітик у МІ5                 |
| Рейчел Вайс    | Ненсі Піррен (англ. Nancy Pierpan)           | політична активістка, сусідка Джонні         |
| Майкл Гембон   | Бенедикт Бейрон (англ. Benedict Baron)       | генеральний директор МІ5, давній друг Джонні |
| Джуді Девіс    | Джилл Тенкард (англ. Jill Tankard)           | офіцер МІ5, співпрацює з прем'єром           |
| Том Г'юз       | Ральф Вілсон (англ. Ralph Wilson)            | приватний детектив, син Джилл                |
| Фелісіті Джонс | Джуліанн Воррікер (англ. Julianne Worricker) | донька Джонні                                |
| Юен Бремнер    | Ролло Меверлі (англ. Rollo Maverley)         | журналіст, колишній співробітник МІ5         |
| Ральф Файнс    | Алек Біслі (англ. Alec Beasley)              | прем'єр-міністр Великої Британії             |
| Аліса Кріге    | Емма Берон (англ. Emma Baron)                | дружина Бенедикта                            |

## Сприйняття

### Критика
Фільм отримав загалом позитивні відгуки: Rotten Tomatoes дав оцінку 91 % на основі 11 відгуків від критиків (середня оцінка 6,7/10), Internet Movie Database — 6,7/10 (6 688 голосів), Metacritic — 71/100 (6 відгуків критиків) і 7,2/10 від глядачів (6 голосів).

### Нагороди і номінації[7]
| Рік  | Нагорода                                  | Категорія                                                             | Номінант                                       | Результат |
| ---- | ----------------------------------------- | --------------------------------------------------------------------- | ---------------------------------------------- | --------- |
| 2011 | Satellite Awards                          | Найкращий актор у міні-серіалі або художньому фільмі для телебачення  | Білл Наї                                       | Номінація |
| 2011 | Satellite Awards                          | Найкраща актриса у міні-серіалі або художньому фільмі для телебачення | Рейчел Вайс                                    | Номінація |
| 2011 | Satellite Awards                          | Найкращий міні-серіал або художній фільм для телебачення              | фільм                                          | Номінація |
| 2012 | American Society of Cinematographers      | За видатні операторські досягнення у художній стрічці/мінісеріалі     | Мартін Руе                                     | Перемога  |
| 2012 | Премія БАФТА у кіно                       | Найкраща односерійна драма                                            | Девід Баррон, Білл Наї, Девід Хімен, Девід Хеа | Номінація |
| 2012 | 69-ма церемонія вручення «Золотий глобус» | Найкращий актор у мінісеріалі або телефільмі                          | Білл Наї                                       | Номінація |
| 2012 | Еммі                                      | Outstanding Original Main Title Theme Music                           | Пол Інґлішбі                                   | Перемога  |
| 2012 | Еммі                                      | Найкраща актриса другого плану у мінісеріалі або телефільмі           | Джуді Девіс                                    | Номінація |